# Robert Hauschild
Robert Hauschild (* 28. April 1900 in Gera; † unbekannt) war ein deutscher Publizist. Er galt während der Weimarer Republik als Militärexperte der Kommunistischen Partei Deutschlands und fiel 1936/37 in Moskau den stalinistischen Säuberungen zum Opfer.

## Leben und Wirken
Hauschild engagierte sich bereits als Jugendlicher in der Arbeiterjugendbewegung. Er nahm 1916 an der illegalen Osterkonferenz der Jugend gegen den Krieg teil, auf der Karl Liebknecht und Otto Rühle zu 60 linken Vertretern der sozialdemokratischen Arbeiterjugend sprachen. Nach dem Abitur wurde er Journalist. 1919 trat er der KPD bei. Während der 1920er Jahre arbeitete er teilweise unter dem Pseudonym Rudolf bzw. Robert Haus als Redakteur verschiedener Zeitungen und Zeitschriften der Partei, darunter von 1921 bis 1924 bei der Neuen Zeitung (Jena) und 1926/27 beim Kämpfer in Chemnitz. Er galt als Experte für militärische Fragen und arbeitete im AM-Apparat („Antimilitärischer Apparat der KPD“) mit. Außerdem schrieb er philosophische Abhandlungen zum Verhältnis von Karl Marx und Ludwig Feuerbach und edierte Schriften von Friedrich Engels.
1932 siedelte Hauschild mit seiner Frau Hilde (* 1904), geb. Löwenstein (genannt: Hilde Löwen) in die Sowjetunion über. Unter dem Pseudonym Rudolf Haus arbeitete er als Redakteur der Deutschen Zentral-Zeitung und der Zeitschrift Gegen-Angriff in Moskau. Am 31. August 1936 wurde er vom NKWD verhaftet und im Mai 1937 als „Brandler-Anhänger“, „Versöhnler“ und „trotzkistisches Element“ zu fünf Jahren Lager verurteilt. Er wurde vermutlich im Gulag erschossen. Das genaue Datum seines Todes ist nicht bekannt. Mit ihm war auch Hilde Löwen angeklagt worden, die ebenfalls im Gulag verschollen ist.
Im April 1937 wurde er im Deutschen Reich ausgebürgert.

## Veröffentlichungen
- Rudolf Haus (Hrsg.): Marxistische Schriftenreihe. A. Schultz, Berlin.
- Friedrich Engels und Rudolf Haus: Der deutsch-französische Krieg 1870/71. Kriegsgeschichtliche Schriften. 1. Auflage. Verl. für Literatur und Politik, Wien 1931.
- Rudolf Haus und Georgij V. Plechanov: Hegel oder Marx? Der Marxismus als Erbe und Ueberwinder der Hegelschen Philosophie unter besonderer Berücksichtigung der materialistischen Dialektik. Mit einem Anhang: Zum 60. Todestage G. W. F. Hegels / G. Plechanow. A. Schultz, Berlin 1931.